# Hideyuki Matsui
Hideyuki Matsui –em japonês, 松井英幸, Matsui Hideyuki– (Toyokawa, 14 de fevereiro de 1964) é um desportista japonês que competiu no ciclismo na modalidade de pista, especialista na prova de velocidade individual.
Ganhou três medalhas no Campeonato Mundial de Ciclismo em Pista entre os anos 1986 e 1989.

## Medalheiro internacional
| Campeonato Mundial | Campeonato Mundial                 | Campeonato Mundial | Campeonato Mundial        |
| Ano                | Lugar                              | Medalha            | Competição                |
| ------------------ | ---------------------------------- | ------------------ | ------------------------- |
| 1986               | Colorado Springs ( Estados Unidos) | Medalha de prata   | Velocidade individual (P) |
| 1987               | Viena ( Áustria)                   | Medalha de prata   | Velocidade individual (P) |
| 1989               | Lyon ( França)                     | Medalha de bronze  | Velocidade individual (P) |